# Conyza filaginoides
Conyza filaginoides là một loài thực vật có hoa trong họ Cúc. Loài này được (DC.) Hieron. mô tả khoa học đầu tiên năm 1901.